# العلاقات الإيرانية المارشالية
العلاقات الإيرانية المارشالية هي العلاقات الثنائية التي تجمع بين إيران وجزر مارشال.

## مقارنة بين البلدين
هذه مقارنة عامة ومرجعية للدولتين:
| وجه المقارنة                                              | إيران                    | جزر مارشال                     |
| --------------------------------------------------------- | ------------------------ | ------------------------------ |
| المساحة (كم2)                                             | 1.65 مليون               | 181                            |
| عدد السكان (نسمة)                                         | 79.97 مليون              | 53.13 ألف                      |
| الكثافة السكانية (ن./كم²)                                 | 48.47                    | 29.35 ألف                      |
| العاصمة                                                   | طهران                    | ماجورو                         |
| اللغة الرسمية                                             | لغة فارسية               | لغة إنجليزية، اللغة المارشالية |
| العملة                                                    | ريال إيراني              | دولار أمريكي                   |
| الناتج المحلي الإجمالي (بليون دولار)                      | 439.51 مليار             | 199.40 مليون                   |
| الناتج المحلي الإجمالي (تعادل القوة الشرائية) بليون دولار | 1.36 تريليون             | 207.25 مليون                   |
| الناتج المحلي الإجمالي الاسمي للفرد دولار أمريكي          |                          | 3.38 ألف                       |
| الناتج المحلي الإجمالي للفرد دولار أمريكي                 |                          | 3.80 ألف                       |
| مؤشر التنمية البشرية                                      | 0.766                    |                                |
| رمز المكالمات الدولي                                      | +98                      | +692                           |
| رمز الإنترنت                                              | .ir،                     | .mh                            |
| المنطقة الزمنية                                           | ت ع م+03:30، توقيت إيران | ت ع م+12:00                    |

## منظمات دولية مشتركة
يشترك البلدان في عضوية مجموعة من المنظمات الدولية، منها:
| علم المنظمة | اسم المنظمة                   | تاريخ انضمام إيران | تاريخ انضمام جزر مارشال |
| ----------- | ----------------------------- | ------------------ | ----------------------- |
|             | مؤسسة التمويل الدولية         | 28 ديسمبر 1956     | 23 سبتمبر 1992          |
|             | منظمة الشرطة الجنائية الدولية | ?                  | ?                       |
|             | مؤسسة التنمية الدولية         | 10 أكتوبر 1960     | 19 يناير 1993           |
|             | الأمم المتحدة                 | 24 أكتوبر 1945     | 17 سبتمبر 1991          |
|             | البنك الدولي للإنشاء والتعمير | 29 ديسمبر 1945     | 21 مايو 1992            |
|             | يونسكو                        | 6 سبتمبر 1948      | 30 يونيو 1995           |
|             | منظمة حظر الأسلحة الكيميائية  | ?                  | ?                       |

## وصلات خارجية
- موقع وزارة الخارجية الإيرانية